# Santi Subirana
Santi Subirana Soto (Granollers, 1952), és un ceramista i escultor català. Ha rebut nombrosos premis internacionals entre els quals destaca l'Honoris Causa concedit l'any 2020 per l'Accademia Italia in Arte nel Mondo de Bríndisi.

## Biografia

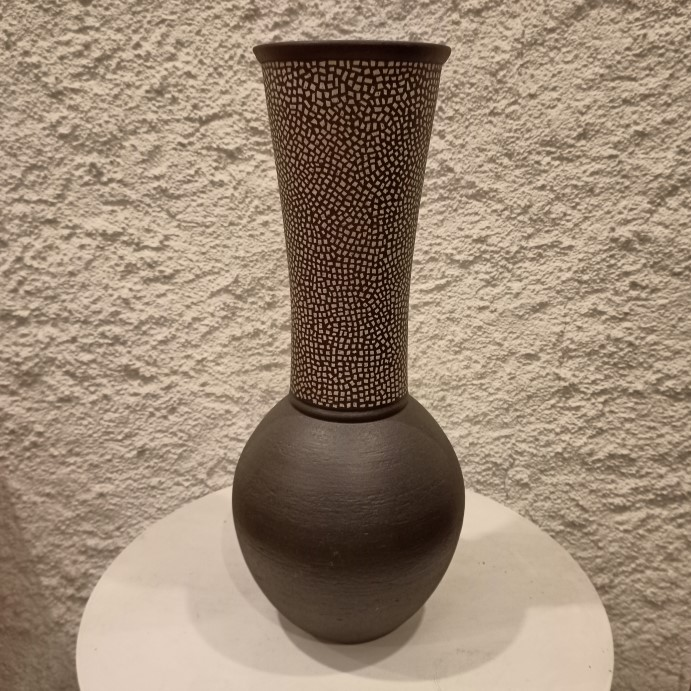
Primer premi d'honor d'escultura (Galeria Esart, Barcelona)

Va néixer en una llar de terrissaires i rajolers, on el besavi ja va instal·lar, en el mateix indret del carrer de Girona de Granollers, l'any 1921, el seu forn d'obra on aprèn l'ofici.
A partir de 1976 comença a interessar-se per la ceràmica de nova creació, investigant tècniques d'esmalts i vernissos de plom. Estudia Belles Arts. Rep influències d'Angelina Alòs Tormo, Jorge Fernández Chiti, Joan Torrabadell i Greg Conway.
Ha desenvolupat la seva obra al taller del carrer Girona de Granollers, juntament amb la històrica botiga familiar.

## Obra
La seva obra parteix de la terrissa típica catalana, a partir de la qual cerca noves fórmules per fer-hi provatures i aplicar-hi variants. Això permet millorar-ne la qualitat i descobrir-hi noves reaccions. És una evolució de la ceràmica clàssica a l'avantguarda de noves formes d'expressió.
En el taller havia fet peces de caràcter arquitectònic com columnes, capitells, merlets, etc. També pinyes, boles i xemeneies. Ha desenvolupat diverses vessants de l'ofici: modelat al torn i escultura; dibuix i disseny gràfic; també pintura per fer els grans murals de ceràmica.
Rep les primeres influències de la ceràmica grega antiga amb la perfecció de les formes al torn, els engalbes, la qualitat de les terres de colors naturals i dibuixos. Més endavant, en una etapa posterior, la ceràmica xinesa exerceix un influx important per la gran qualitat dels esmalts, cuits a grans temperatures, i també la porcellana.
El 1978 comencen les primeres exposicions amb peces clàssiques. A partir de 1983 per influència de Joan Miró, la seva obra fa un gir, sobretot en la forma, amb nous conceptes i grafismes que va anar incorporant en els anys posteriors. La naturalesa té una gran importància en la seva obra, obrint camins d'investigació i recerca. Incorpora el dibuix i el disseny gràfic al seu treball, amb simbologia de la natura.
A la dècada dels 1990, la seva obra participa i és reconeguda per acadèmies internacionals de diversos països, en els quals participa com a acadèmic en els seus esdeveniments.
Expert en la terracota, continua treballant des del fang normal fins al gres, la porcellana o el refractari. Combina materials amb diferents tipus d'esmalts, i en algunes ocasions amb petites incursions de dibuix i pintura, experimentant amb volums de petit i gran format.
L'interès per les formes geomètriques més elementals combinades, o per altra banda els sòlids pensaments platònics. Les peces tenen un pes filosòfic en la lluita per la recerca interna de valors com l'ètica i l'estètica i en premisses com la bellesa i l'harmonia.

## Exposicions destacades
- 1984: Societé des Beaux arts. Beziers.
- 1986: Galerie Hauteville. París.
- 2000: Sala Bergara. Barcelona
- 2005: Centro cultural Ernesto Sábato. Buenos Aires.
- 2006: Jadite Galleries. Nova York.
- 2008: Sun Yat Sen National Memorial Hall. Museu Nacional de Taiwan. Taipei.
- 2012: Edsviks Konsthall Sollentuna. Estocolm.
- 2015: International Art Exchange Exhibition. Kobe.
- 2016: Artisti a Firenze. Galleria Centro Storico. Florència.
- 2016: Rassegna d'Arte il Giubileo del Terzo Millenio. Centro Artistico Culturale il Leone. Roma.
- 2022 Rassegna Internazionale di Arti Visive e di letteratura La voce della terra. A.C. Il Marzocco. Florència.

## Premis i reconeixements
- 2001: Premi Val d'Or. "Arts du feu". Saló Internacional Meillant.
- 2005: Gran Premi Itàlia Copa Regia. Accademia Gli Etruschi. Grosseto.
- 2006: Gran Premi Internacional Sandro Boticelli. Accademia Araldica Internazionale Il Marzocco. Florència.
- 2006: Museu Hyogo Kobe (Japó). The Hyogo Prefectural Museum. Diploma d'honor.
- 2009: Galeria Esart. Premi d'Honor de Ceràmica. X Saló d'Hivern. Barcelona.
- 2014: Premio Internazionale d'Arte Raffaello Sanzio. Associazione Culturale Italia in Arte. Lecce.
- 2015: Premio Internazionale d'Arte. Il David di Gian Lorenzo Bernini. Accademia Italia in Arte nel Mondo. Lecce, Itàlia.[1]
- 2016: Accademia Internazionale il Marzocco. Florència. Premi Filippo Brunelleschi.
- 2019: Premio Internazionale d'Arte Monna Lisa. Alto Riconoscimento a Personalita del Mondo dell'Arte della Scienza e della Cultura. Accademia Italia in Arte nel Mondo. Lecce. Itàlia.[2]
- 2020: Laudato Magister Honoris Causa. Alto Riconoscimento d'Arte a Personalità del Mondo dell Arte, della Scienza e della Cultura. Accademia Italia in Arte nel Mondo. Mesagne Bríndisi, Itàlia.[3]